# Пью, Данкан
Данкан Майкл Пью (англ. Duncan Michael Pugh; 2 декабря 1974, Челтнем, Глостершир — 25 января 2023, Перт) — австралийский бобслеист британского происхождения, разгоняющий, выступавший за сборную Австралии с 2007 года по 2010-й. Участник зимних Олимпийских игр в Ванкувере, неоднократный призёр национального первенства, различных этапов Кубка наций и Америки. Прежде чем перейти в бобслей, занимался лёгкой атлетикой.

## Биография
Данкан Пью родился 2 декабря 1974 года в городе Челтнем, графство Глостершир. С юных лет увлекался спортом, в молодости активно занимался лёгкой атлетикой, позже присоединился к клубу North Cottelsoe SLSC, от которого участвовал в соревнованиях по пляжному спринту. В 2007 году принял приглашение от национальной сборной Австралии по бобслею и присоединился к ней в качестве разгоняющего.
Благодаря череде удачных выступлений удостоился права защищать честь страны на зимних Олимпийских играх 2010 года в Ванкувере. Разгонял двухместный экипаж Джереми Роллстона, но уже в первом заезде их боб перевернулся, и Пью получил сильное сотрясение мозга. Он также должен был участвовать в зачёте четвёрок, но из-за полученных травм члены команды приняли решение отказаться от дальнейших состязаний. Сразу после этой неудачи на Олимпиаде Данкан Пью объявил о завершении карьеры профессионального спортсмена.
Данкан Пью умер 25 января 2023 года от аневризмы сосудов мозга.